# Неманцевич, Антоний Иванович
Анто́н Ива́нович Неманце́вич (27 января (8 февраля), 1893, Санкт-Петербург — 6 января 1943, Минск) — белорусский церковный и общественный деятель, первый экзарх Белорусского экзархата грекокатолической церкви, доктор теологии. Католический священник византийского и латинского обрядов, иезуит. Редактор, издатель, педагог и публицист, один из инициаторов и создателей белорусского профсоюзного движения в Западной Белоруссии.

## Биография
Детство он провёл в селе Парчевцы (Сокольский уезд). Затем родители отдали его в частную католическую гимназию Святой Екатерины в Санкт-Петербурге.
Позднее окончил Виленскую католическую духовную семинарию и 27 сентября 1915 года начал службу священником. В том же году он присоединился к белорусскому движению. В 1918 году окончил Петроградскую католическую духовную академию и был назначен викарием приходской церкви Святой Екатерины в Колпино под Петроградом. С 1918 года служил пастором в Москве, где занимался преимущественно просвещением детей и молодёжи. За свою религиозную деятельность подвергался преследованиям со стороны большевиков. Впервые был арестован 25 мая 1919 года. После ареста архиепископа Яна Цепляка попытался выразить протест. За это 31 мая 1921 года снова был заключён в тюрьму на несколько месяцев. После освобождения был назначен викарием прихода св. Петра и Павла в Москве. Вновь арестован в 1923 году. В результате обмена политзаключёнными в 1925 году оказался в Польше.
После этого был направлен митрополитом Эдуардом Роппом в Рим, чтобы изучать богословие в Папском восточном институте, где получил степень доктора богословия (1925—1927 гг.). Написал научную диссертацию на тему «Большевизм и просвещение. Современное большевистское законодательство в России относительно религиозного и нравственного воспитания молодёжи в сравнении с законом Божьим, естественным и явным». Диссертация была защищена 2 июля 1927 года. Некоторое время работал в Папском восточном институте, после чего вернулся в Польшу, где был профессором Люблинского миссионерского института и одновременно работал учителем права в школах. С 1928 по 1929 годы он преподавал сравнительное богословие в Католическом университете Люблина.
В 1929 году он вступил в орден иезуитов; принял восточный обряд. Служил в греко-католическом приходе в Альбертине под Слонимом, а с 1933 года — в Сынковичах.
В 1932—1937 годах был редактором и издателем белорусского религиозного журнала «Да Злучэньня» («К соединению»).
С 1934 года — профессор фундаментального богословия и канонического права Папской восточной семинарии в Дубно (Западная Украина). В 1938 году он продолжил издавать в Варшаве запрещённый журнал «Да Злучэньня» под названием «Злучэнне».
С 1940 года возглавлял Белорусский экзархат грекокатолической церкви (возведён в сан экзарха 17 октября 1940 года). Вёл активную организационную и пастырскую работу среди белорусских униатов, в частности основал «Апостольство молитвы за Беларусь», в результате чего каждый греко-католический священник раз в месяц должен был проводить церковную службу, молясь за белорусский народ. Кроме того, впервые в истории Церкви в Беларуси белорусский язык стал официальным в делопроизводстве и церковной жизни.
Был арестован гестапо 4 июля 1942 года в Альбертине и доставлен в тюрьму в Минске. Долгое время считалось, что он умер в Берлине в тюрьме (по польским источникам). Однако благодаря последним находкам в белорусских архивах выяснилось, что он скончался истощённым от тюремных условий в минской тюрьме от сердечно-сосудистой недостаточности 6 января 1943 года (немцы написали в официальной справке, что он умер от тифа, к которому у священника был выработан иммунитет ещё в детстве). Похоронен 9 января 1943 года на немецком кладбище в Минске священником местной православной церкви.
В Белорусской грекокатолической церкви сейчас предпринимаются попытки начать процесс беатификации отца Антона Неманцевича как узника и мученика фашизма в католической церкви.